# ぽいんとたかし
ぽいんとたかしは、日本の成年漫画家。別ペンネームにみるく工房、妄想低気圧、みるく堂商会。

## 作品一覧

### 「ぽいんとたかし」名義
- SECRET MESSAGE（東京三世社）
- Great Discovery（東京三世社）
- 熟れっ娘ファイル（東京三世社）
- 傷だらけの爆乳天使（東京三世社）
- 真夜中の爆乳パーティ（東京三世社）
- 地下室の爆乳プリンセス（東京三世社）
- 乳房にたまった欲望（東京三世社）
- 精液まみれ爆乳嬲り（東京三世社）
- 精液日記（東京三世社）

### 「みるく工房」名義
- お願い!もう飲めないっ♥（東京三世社）
- 妹縛乳搾り（東京三世社）
- 乳姫 激痛っ！（東京三世社）
- イジメないで汚さないで（東京三世社）

### 「妄想低気圧」名義
- 妄想ノート（東京三世社）

### 同人誌「みるく堂商会」名義
- 千尋はふたりのお嫁さん

他多数